# 수비아코
수비아코(이탈리아어: Subiaco)는 이탈리아 라치오주 로마현에 위치한 코무네다. 아니에네강 옆에 있는 티볼리에서 40km 거리에 있다. 신성한 그로토(Sacro Speco), 성 베네딕투스의 수도원, 성 스콜라티스카의 수도원으로 관광객들과 종교 순례자들에게 잘 알려져 있다.

## 주요 볼거리

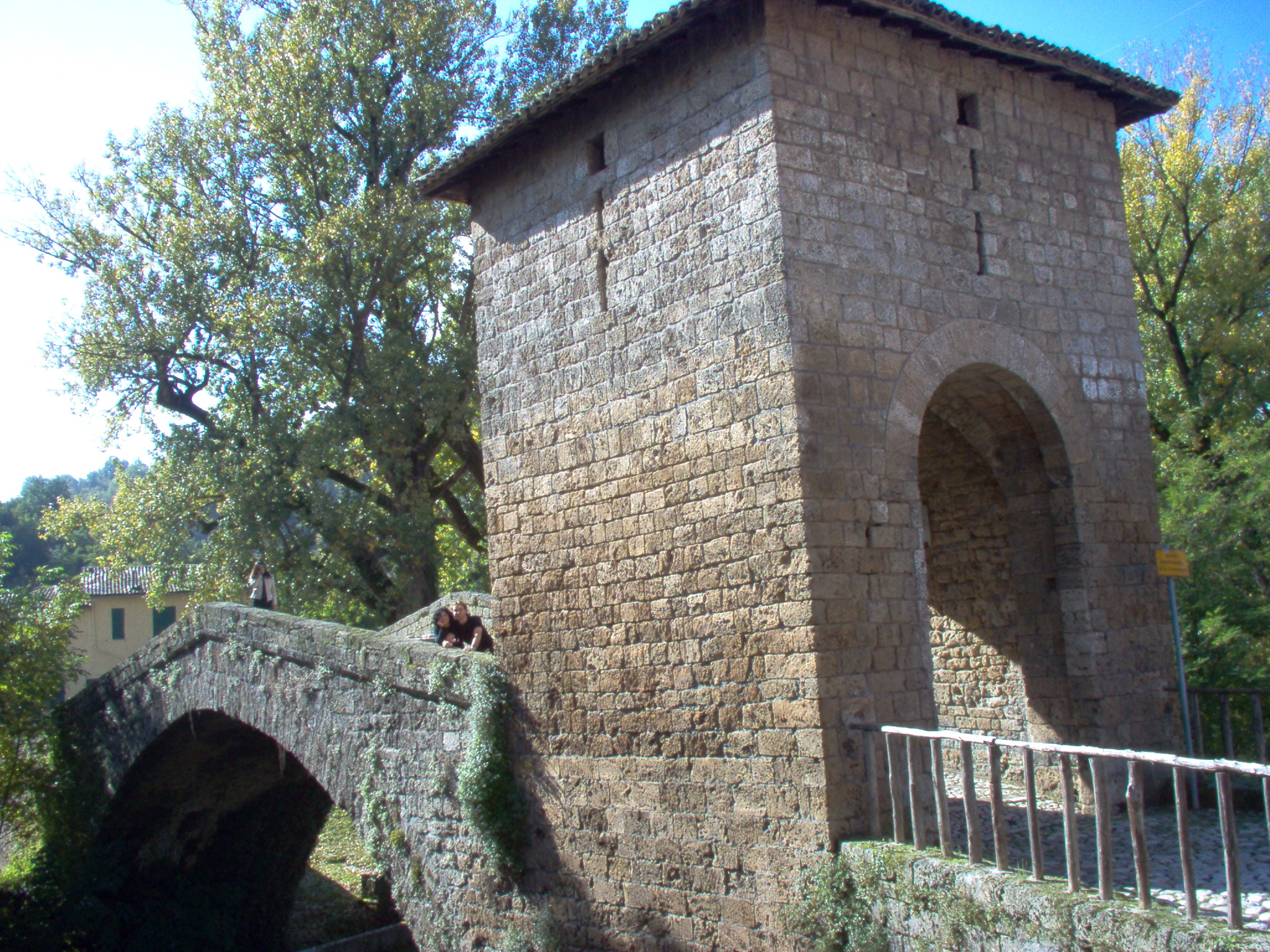
성 프란체스코 다리

- 중세시대에 지어진 성 프란체스코 다리

## 출신 유명 인물 및 거주자
- 루크레치아 보르자 (1480–1519)
- 프란체스코 그라치아니 (1952)
- 지나 롤로브리지다 (1927)